# Oma (Rosja)
Oma (ros. Ома) – wieś (sieło) w Rosji, w Nienieckim Okręgu Autonomicznym, w rejonie zapolarnym. W 2021 liczyła 602 mieszkańców.